# Ethelurgus annulicornis
Ethelurgus annulicornis är en stekelart som beskrevs av Dmitriy R. Kasparyan och Ruiz-cancino 2000. Ethelurgus annulicornis ingår i släktet Ethelurgus och familjen brokparasitsteklar. Inga underarter finns listade i Catalogue of Life.